# Det ljuva livet (musikalbum)
Det ljuva livet är den svenska popgruppen Noices tredje studioalbum, utgivet november 1981. Albumet återutgavs 1995 på CD. Albumet var det sista med sångaren Hasse Carlsson, innan de släppte albumet Vild, vild värld 1995.
Som LP släpptes Det ljuva livet med gatefold(en). 
Låtarna "Dolce vita (Det ljuva livet) och "Vi rymmer bara du och jag" släpptes som singlar. Trummisen Fredrik von Gerber har skrivit och sjunger låten "Varför just jag?".

## Låtlista
| Nr  | Titel                           | Text                                                | Musik                                               | Längd |
| --- | ------------------------------- | --------------------------------------------------- | --------------------------------------------------- | ----- |
| 1.  | Transkontinental (instrumental) |                                                     | Freddie Hansson                                     | 2:02  |
| 2.  | Dolce vita (Det ljuva livet)    | Peo Thyrén                                          | Hasse Carlsson                                      | 4:01  |
| 3.  | Romans för timmen               | Hansson                                             | Hansson                                             | 3:32  |
| 4.  | 1987                            | Thyrén                                              | Hansson                                             | 3:26  |
| 5.  | Varför just jag?                | Fredrik von Gerber                                  | Fredrik von Gerber                                  | 4:01  |
| 6.  | Videoliv                        | Hansson/Thyrén                                      | Hansson/Thyrén                                      | 3:23  |
| 7.  | Metropol                        | Thyrén                                              | Carlsson                                            | 2:57  |
| 8.  | Rosa ljus                       | Thomas Eriksson                                     | Hansson/Thyrén                                      | 2:19  |
| 9.  | Bang en boomerang               | Benny Andersson, Björn Ulvaeus och Stikkan Anderson | Benny Andersson, Björn Ulvaeus och Stikkan Anderson | 2:33  |
| 10. | Till en legend                  | Thyrén                                              | Hansson                                             | 3:24  |
| 11. | Vi rymmer bara du och jag       | Thyrén                                              | Thyrén                                              | 3:31  |

## Musiker
- Hasse Carlsson – sång, gitarr
- Peo Thyrén – elbas
- Freddie Hansson – klaviatur
- Fredrik von Gerber – trummor

## Listplaceringar
| Lista (1981–1982) | Topplacering |
| ----------------- | ------------ |
| Sverige           | 5            |